# Future Affordable Turbine Engine
Das Future Affordable Turbine Engine (FATE) Programm ist ein Programm der United States Army für die Entwicklung eines Wellenturbine-/Turboprop-Triebwerks der 5.000–10.000-PS-Klasse für das Future Vertical Lift Programm.

## Design
Ziel ist es, die Reichweite, eine lange Einsatzzeit (endurance) sowie die Nutzlast und Leistung bei hohen Temperaturen (hot and high) zu erhöhen. Diese soll erreicht werden, indem der Spezifische Kraftstoffverbrauch (BSFC) um 35 % sowie die Produktions- und Wartungskosten um 45 % gesenkt werden sollen. Das Leistungsgewicht soll um 80 % reduziert und die Lebensdauer um 20 % auf mehr als 6.000 Stunden erhöht werden.

## Entwicklung
Im November 2011 wurde General Electric (GE) ausgewählt, um neue Aerodynamikkonzepte, Kühlkonfigurationen und verbesserte Materialien zu entwickeln. Über einen Zeitraum von fünf Jahren bekommt GE insgesamt 45 Millionen US-Dollar für die Entwicklung und den Bau einer Rig-Tests Anlage zur Validierung der Komponenten.
Im Jahr 2017 erreichte der erste Motorprototyp nach 40 Stunden in Turbinen Rig Tests das Programmziel, bevor das Testen mit einem zweiten Prototyp 2018 begann. Vorausgegangen waren Tests des Verdichters mit dem höchsten je aufgezeichneten Einzelspulendruckverhältnis. Bei der Brennkammer wurde unter umfangreicher Verwendung von CMCs die Hochtemperaturfähigkeit und eine Gewichtsreduzierung demonstriert.